# Anti-Counterfeiting Trade Agreement
Anti-Counterfeiting Trade Agreement, ACTA (pol. Umowa handlowa dotycząca zwalczania obrotu towarami podrabianymi) – porozumienie wielostronne, mające ustalić międzynarodowe standardy w walce z naruszeniami własności intelektualnej. Przedmiotem regulacji są kwestie obrotu podrabianymi dobrami, zasady handlu lekami generycznymi oraz problem rozpowszechniania dzieł prawnie chronionych poprzez Internet (tzw. piractwo medialne).
Dokument ustanawiał szereg regulacji prawnych o globalnym zasięgu. Do porozumienia mogło przyłączyć się każde państwo zainteresowane współpracą w ramach powstających struktur. Powołane do życia ciało administracyjne miało być zupełnie niezależne od istniejących obecnie międzynarodowych instytucji, zajmujących się dotychczas tymi zagadnieniami: Światowej Organizacji Handlu (WTO), Światowej Organizacji Własności Intelektualnej (WIPO) czy innych agend Organizacji Narodów Zjednoczonych (ONZ).

## Historia prac nad porozumieniem
Pomysł międzynarodowego porozumienia był rozwijany przez Japonię i Stany Zjednoczone od 2006 roku. Kanada, Unia Europejska oraz Szwajcaria przyłączały się kolejno do rozmów wstępnych w latach 2006 i 2007. Oficjalne negocjacje, do których przystąpiły również Australia, Meksyk, Maroko, Nowa Zelandia, Korea Południowa oraz Singapur, otwarto w czerwcu 2008 r. Szczegóły dyskutowanych zmian miały pozostać tajne, co nie zapobiegło jednak serii przecieków w 2008, 2009 i 2010 r. Duży niepokój wśród mediów wzbudziła już pierwotna wersja robocza, opublikowana 22 maja 2008 r. przez serwis WikiLeaks. Poza stronami rządowymi, treść umowy była konsultowana z komitetem doradczym, złożonym z przedstawicieli dużych korporacji amerykańskich.
Podczas piątej rundy negocjacji w Maroku w lipcu 2009 uczestnicy potwierdzili chęć zakończenia negocjacji tak szybko jak to możliwe w 2010 r. Ostatecznie 20 kwietnia 2010 r. udostępniono publicznie wersję oficjalną projektu porozumienia. Spotkała się ona ze sprzeciwem środowisk akademickich, praktykujących prawników oraz organizacji pożytku publicznego. Podczas konferencji w Washington College of Law (czerwiec 2010 r.) wydali oni wspólne oświadczenie, w którym podkreślali, że bieżąca wersja ACTA zagraża licznym aspektom interesu publicznego. Grupa emerytowanych profesorów prawa podpisała się pod petycją skierowaną do prezydenta Stanów Zjednoczonych o wstrzymanie prac nad umową i wprowadzenie do niej istotnych zmian. Kolejna wersja projektu porozumienia wypłynęła po zakończeniu ostatniej, 11. rundy negocjacji w Tokio 2 października 2010 r. Gotowy tekst został zaprezentowany 15 listopada 2010 r.
1 października 2011 w Tokio umowę podpisały: Kanada, Stany Zjednoczone, Australia, Japonia, Maroko, Nowa Zelandia, Singapur i Korea Południowa. Meksyk, Szwajcaria oraz Unia Europejska wstrzymały się ze złożeniem podpisu, ale wzięły udział w ceremonii oraz potwierdziły swoje poparcie dla inicjatywy. Zamierzały one kontynuować przygotowania i uchwalić ją w jak najszybszym terminie. Według artykułu 39 porozumienia, zainteresowane kraje miały czas na przystąpienie do 1 maja 2013 roku.

### Proces ratyfikacji w Polsce oraz w Europie
W imieniu Unii Europejskiej w procesie prac nad umową uczestniczyli członkowie Komisji Europejskiej oraz reprezentanci poszczególnych państw UE pod przewodnictwem kraju pełniącego prezydencję. Na wniosek Komisji Handlu Międzynarodowego Parlament Europejski upoważnił 18 grudnia 2008 r. członków Komisji do prowadzenia negocjacji w sprawie ACTA. 25 września odpowiednią rezolucję w tej sprawie uchwaliła Rada Unii Europejskiej. Brak przejrzystości w sposobie prowadzenia rozmów oraz utrudniony dostęp do materiałów negocjacyjnych stał się przyczyną krytyki ze strony Parlamentu (por. niżej). Ostateczna wersja porozumienia uzyskała jego poparcie 24 listopada 2010 r. W dniu 16 grudnia 2011 Rada Unii Europejskiej również przyjęła ostateczne porozumienie. Informacje o nim zamieszczono na ostatniej stronie komunikatu prasowego na temat rolnictwa i rybołówstwa. Przyjęcie ACTA przez Radę UE zostało dokonane w okresie polskiej prezydencji. Proces ten miał być jednym z priorytetów Ministerstwa Gospodarki realizowanych podczas przewodnictwa Polski w Radzie.
W Polsce projekt wniosku o udzielenie przez Radę Ministrów zgody na podpisanie umowy ACTA przesłał do rozpatrzenia Bogdan Zdrojewski, jako minister kultury i dziedzictwa narodowego dnia 6 września 2011 r. Druga wersja projektu wniosku pochodzi z dnia 4 listopada 2011 r. Ostatecznie gotowy wniosek przesłano w trybie obiegowym zainteresowanym podmiotom w dniu 18 listopada 2011 r., przez co mógł zostać uchwalony przez Radę w nowym składzie dopiero 25 listopada 2011 r. 26 stycznia 2012 r. Unia Europejska i 22 państwa członkowskie (bez Cypru, Estonii, Niemiec, Holandii i Słowacji) podpisały umowę ACTA. W imieniu rządu polskiego umowę podpisała polska ambasador w Japonii Jadwiga Rodowicz. 4 lipca 2012 r. Parlament Europejski odrzucił porozumienie w sesji plenarnej, 478 głosujących było przeciwko traktatowi, 39 za i 165 posłów wstrzymało się.
Porozumienie wielostronne ACTA nie weszło w życie w Polsce ani w Unii Europejskiej. W 2012 roku Polska podpisała ACTA, ale nie ratyfikowała jej w parlamencie. W tym samym roku wiele krajów europejskich wycofało się z ACTA po masowych protestach internautów, którzy obawiali się cenzury i inwigilacji w sieci. W 2013 roku Parlament Europejski odrzucił ACTA większością głosów, uznając, że narusza ona prawa obywatelskie i wolność informacji.
W 2020 roku rząd PiS zaproponował nową ustawę o odpowiedzialności podmiotów za naruszenia praw autorskich w internecie, która spotkała się z krytyką i porównaniami do ACTA. Ustawa ta ma na celu zmusić dostawców internetu do blokowania stron z nielegalnymi treściami, a także do monitorowania i zgłaszania użytkowników podejrzanych o piractwo. Przeciwnicy ustawy twierdzą, że narusza ona prywatność i swobodę wypowiedzi, a także może doprowadzić do nadużyć i cenzury.

## Treść porozumienia
Na treść umowy ACTA składa się preambuła oraz przepisy prawne podzielone na sześć rozdziałów.
- Preambuła wyszczególnia intencje, którymi kierowały się Strony porozumienia, tworząc treść Umowy oraz podkreśla znaczenie już obowiązujących regulacji międzynarodowych.
- Rozdział 1. zawiera przepisy o charakterze ogólnym, które określają stosunek ACTA wobec innych umów międzynarodowych (w szczególności porozumienia TRIPS) oraz regulacji prawnych obowiązujących w poszczególnych krajach. Wymieniono zakres zobowiązań każdej ze Stron. Obszar ochrony własności intelektualnej pozostaje w gestii poszczególnych sygnatariuszy, jednocześnie zastrzegając, że żadne z postanowień umowy nie nakłada na strony obowiązku ujawniania informacji w sposób sprzeczny z ich prawem wewnętrznym lub międzynarodowym, w tym przepisami chroniącymi prawo do prywatności, a także informacji poufnych, których ujawnienie utrudniłoby egzekwowanie prawa lub byłoby w inny sposób sprzeczne z interesem publicznym lub naruszałoby zgodne z prawem interesy handlowe określonych przedsiębiorstw publicznych lub prywatnych. W sekcji 2. zamieszczono katalog stosowanych definicji.
- Rozdział 2. określa ramy prawne dla dochodzenia i egzekwowania praw własności intelektualnej. Dzieli się na pięć sekcji, opisujące poszczególne aspekty tego typu działań.
  - Sekcja 1. Są to zobowiązania ogólne. Strony podejmują się użycia skutecznych środków przeciwko naruszaniu praw własności intelektualnej objętych Umową. Zobowiązują się do stosowania ich w sposób niezakłócający wymianę handlową i gwarantujący ochronę przed ew. nadużyciami.
  - Sekcja 2. dotyczy dochodzenia i egzekwowania praw w postępowaniu cywilnym. Strony zapewniają swoim organom sądowym prawo do wydawania nakazów zaprzestania łamania praw własności intelektualnej czy dystrybucji nielegalnych dóbr. Organy sądowe mogą w uzasadnionych sytuacjach nakazać zatrzymanie i zniszczenie towaru. Właściciel praw intelektualnych ma prawo do odszkodowania proporcjonalnego do doznanej szkody. Może on również od sprawcy naruszenia zażądać wyczerpujących informacji na temat produkcji i kanałów dystrybucji podrabianych dóbr. W uzasadnionych wypadkach sądy cywilne mogą zastosować środki tymczasowe w postaci przejęcia kontroli nad dowodami rzeczowymi bez wysłuchania drugiej strony.
  - Sekcja 3. wymienia środki stosowane przy kontroli granicznej. Strony zobowiązują się do skutecznego dochodzenia i egzekwowania praw własności intelektualnej w sytuacjach transgranicznych. W ramach tych postanowień kontroli podlegają przesyłki każdej wielkości oraz (fakultatywnie) bagaż osobisty podróżnego. Dalsze regulacje obejmują przebieg kontroli granicznej oraz sposób postępowania posiadacza praw własności, wnioskującego o interwencję.
  - Sekcja 4. opisuje dochodzenie i egzekwowanie praw w postępowaniu karnym. Za przestępstwo uważane są przynajmniej przypadki umyślnego podrabiania znaków towarowych i piractwa praw autorskich na skalę handlową oraz pomocy w tym procederze. Oddzielnie wyszczególniono przypadek kopiowania dzieł kinematograficznych w trakcie seansu kinowego (tzw. CAMRip, Telesync), którego karalność pozostawiono do decyzji poszczególnych Stron. Karą za powyższe przestępstwa może być zarówno pozbawienie wolności, jak i odpowiedzialność finansowa. Osobny artykuł reguluje kwestie konfiskaty, przepadku i zniszczenia podrabianych towarów.
  - Sekcja 5. reguluje zasady dochodzenia i egzekwowania praw własności intelektualnej w środowisku cyfrowym (m.in. Internecie). Strony umowy zapewniają dostępność i skuteczność procedur umożliwiających powyższe czynności, w tym doraźne środki zapobiegawcze i odstraszające. Realizacja postanowień nie powinna powodować tworzenia barier handlowych ani naruszać zasad podstawowych: wolności słowa, prawa do sprawiedliwego procesu oraz prawa do prywatności. Strony mogą zapewnić odpowiednim organom prawo do żądania ujawnienia przez ISP informacji na temat abonentów, wobec których zachodzi podejrzenie naruszenia praw własności intelektualnej. Ochrona prawna obejmuje w szczególności środki techniczne stosowane do zabezpieczania nagrań prawnie zastrzeżonych. Ich nieupoważnione obchodzenie albo rozpowszechnianie umożliwiających to technologii powinno spowodować podjęcie odpowiednich czynności prawnych. Podobnej ochronie podlegają elektroniczne informacje o zarządzaniu prawami. Strony mogą wprowadzić własne ograniczenia wobec powyższych ustaleń.
- Rozdział 3. wyszczególnia rekomendowane praktyki w zakresie dochodzenia i egzekwowania praw własności intelektualnej. Strony zobowiązują się do wspierania: rozwoju wiedzy fachowej na ten temat, archiwizacji i analiz statystycznych, koordynacji swoich działań, tworzenia ciał doradczych. W sytuacjach transgranicznych Strony powinny podjąć odpowiednią współpracę. System administracyjny i wykonawczy powinien cechować się przejrzystością i udostępniać konkretne informacje do wiadomości publicznej.
- Rozdział 4. stwierdza zasadność współpracy międzynarodowej w ramach walki z naruszaniem praw intelektualnych oraz określa jej zakres. Ma ona koncentrować się na wzajemnej wymianie informacji, rozwojem kompetencji i wymianie doświadczenia, a także pomocy technicznej.
- Rozdział 5. powołuje do życia Komitet ds. ACTA, który nadzoruje proces realizacji warunków Umowy, ma możliwość modyfikacji jej treści oraz decyduje o możliwości przystąpienia do niej innych członków WTO. Komitet podejmuje decyzje w drodze konsensusu, chyba że (w drodze konsensusu) postanowi inaczej. Komitet nie sprawuje kontroli nad krajowymi lub międzynarodowymi dochodzeniami prawnymi.
- Rozdział 6. zawiera postanowienia końcowe. Regulują one kwestie odstąpienia od Umowy, wprowadzania do niej zmian, przystępowania do niej innych członków WTO itp.

### Skutki prawne dla Polski
Zgodnie z uzasadnieniem wniosku o zawarcie umowy, przedstawionym przez Komisję Europejską, „ACTA nie zmieni dorobku prawnego UE, ponieważ prawodawstwo UE jest znacznie bardziej zaawansowane niż bieżące standardy międzynarodowe”. Natomiast w uzasadnieniu wniosku o udzielenie przez Radę Ministrów zgody na podpisanie ww. umowy Bogdan Zdrojewski, minister kultury i dziedzictwa narodowego, podał m.in. że:
- nie będzie konieczne dokonywanie zmian w prawie polskim,
- przepis ACTA dotyczący ujawniania właścicielowi praw informacji koniecznych do zidentyfikowania konkretnego użytkownika (art. 27 ust. 4), który może budzić zastrzeżenia pod kątem jego zgodności z prawem unijnym, został ujęty jako fakultatywny,
- związanie się przepisami ACTA jest istotne z punktu widzenia utrzymania dobrych relacji z inicjatorami umowy, czyli Stanami Zjednoczonymi Ameryki i Japonią.

Przepisy ACTA dotyczące postępowania cywilnego są zgodne z Dyrektywą 2004/48/WE Parlamentu Europejskiego i Rady w sprawie egzekwowania praw własności intelektualnej. Dyrektywa ta została włączona do polskiego prawa w ramach Ustawy z dnia 9 maja 2007 r. o zmianie ustawy o prawie autorskim i prawach pokrewnych oraz niektórych innych ustaw (Dz.U. z 2007 r. nr 99, poz. 662). Artykuły dotyczące środków stosowanych przy kontroli granicznej są zgodne z Rozporządzeniem Rady (WE) nr 1383/2003 z dnia 22 lipca 2003 r. dotyczącym działań organów celnych skierowanych przeciwko towarom podejrzanym o naruszenie niektórych praw własności intelektualnej. Zgodnie z art. 13 ACTA, zakres stosowania tego rozdziału powinien być wyznaczany zgodnie z istniejącymi regulacjami na poziomie krajowym i międzynarodowym (w szczególności porozumieniem TRIPS). Obejmuje to także Deklarację z Doha w sprawie porozumienia TRIPS i zdrowia publicznego, dzięki czemu obecnie ACTA nie powinna spowodować utrudnień w zakresie dostępu do tańszych odpowiedników leków w państwach rozwijających się.
W niektórych analizach podkreśla się wręcz, że część polskich regulacji dotyczących materii ochrony praw własności intelektualnej jest znacznie bardziej surowa od wymagań stawianych przez ACTA. W szczególności dotyczącej ustalania wysokości odszkodowania za naruszenie praw autorskich oraz w zakresie odpowiedzialności karnej za rozpowszechnianie cudzych utworów (ACTA wymaga stosowania odpowiedzialności karnej tylko w przypadku działalności na skalę handlową).
ACTA zawiera szereg przepisów dotyczących dochodzenia i egzekwowania praw w postępowaniu karnym, które należą do obszaru kompetencji dzielonych według Traktatu o funkcjonowaniu Unii Europejskiej. Oznacza to, że wiążące akty prawnie w tej dziedzinie mogą tworzyć i uchwalać zarówno Unia Europejska, jak i poszczególne państwa członkowskie. W polskim prawie karnym nie będzie konieczne dokonywanie żadnych zmian; przepisy, które wykraczają poza obecne ustalenia (np. art. 23 ust. 3 ACTA o camcordingu) mają charakter fakultatywny. Decyzja o ich przyjęciu lub odrzuceniu leży wyłącznie w gestii polskiego rządu.
Chociaż sama umowa nie zawiera sformułowań stojących w sprzeczności z obecnym dorobkiem prawnym UE, kontrowersyjną pozostaje kwestia, czy należycie reprezentuje interesy wszystkich jej obywateli. W polskim uzasadnieniu Wniosku wyliczono korzyści natury politycznej i gospodarczej, płynące ze wzmocnienia ochrony praw własności intelektualnej. Jednocześnie zwrócono jednak uwagę, że takie postępowanie może wywołać sprzeciw społeczny, w szczególności wśród użytkowników Internetu. Według części komentatorów dowodzi to braku zrównoważenia praw poszczególnych stron, korzystnego dla posiadaczy licencji. Wykorzystywanie w praktyce m.in. rozbudowanych, surowych środków w postępowaniu zabezpieczającym może prowadzić do nadużyć: pogwałcenia prawa do wolności wypowiedzi i prawa do prywatności oraz tłumienia nowych inicjatyw gospodarczych.

### Tabela korelacji
Tabela korelacji między przepisami ACTA a przepisami prawa polskiego oraz bezpośrednio obowiązującymi przepisami Rozporządzeń Rady UE:
| Przepis ACTA                                                                                                 | Odpowiednik w prawie polskim lub prawie UE |
| --- | --- |
| Art. 1-4 (Przepisy o charakterze technicznym i instytucjonalnym)                                             | |
| Art. 5 Definicje ogólne                                                                                      | Art. 120 ust. 3 prawa własności przemysłowej, art. 23 i 105 prawa autorskiego |
| Art. 6-7 Zobowiązania ogólne w odniesieniu do dochodzenia i egzekwowania praw; Dostępność procedur cywilnych | Art. 45 Konstytucji RP |
| Art. 8 Nakazy                                                                                                | Art. 287 ust. 1, 292 ust. 1, 296 ust. 1 prawa własności przemysłowej; art. 422 kc; art. 33-35, 79 ust. 1 pkt 1, ust. 3, 4-5, art. 100-101 prawa autorskiego                                                                                 |
| Art. 9 Odszkodowania                                                                                         | Art. 287 ust. 1, 292 ust. 1, 296 ust. 1 prawa własności przemysłowej; art. 361 kc; art. 79 ust. 1 pkt 3-4, ust. 2 pkt 2, ust. 3, art. 101, art. 111 prawa autorskiego; art. 98 kpc                                                          |
| Art. 10 Inne środki zaradcze                                                                                 | Art. 286, 297 prawa własności przemysłowej; art. 79 ust. 4-5 prawa autorskiego |
| Art. 11 Informacje o naruszeniu                                                                              | Art. 286 prawa własności przemysłowej; art. 80 ust. 1 pkt 2, art. 101 prawa autorskiego |
| Art. 12 Środki tymczasowe                                                                                    | Art. 286 prawa własności przemysłowej; art. 80 ust. 1 pkt 1-2 i 4, art. 101 prawa autorskiego, art. 730, 735, 739, 744, 745, 746, 755 kpc                                                                                                   |
| Art. 13 Zakres środków stosowanych przy kontroli granicznej, Małe przesyłki i bagaż osobisty                 | Art. 48 ust. 1 ustawy o Służbie Celnej; § 5 Rozporządzenia MSW w sprawie kontroli granicznej |
| Art. 15 Przekazywanie informacji przez posiadacza praw                                                       | Art. 4 ust. 2 Rozporządzenia Rady (WE) nr 1383/2003 |
| Art. 16 Środki stosowane przy kontroli granicznej                                                            | Art. 4 ust. 1, art. 5 ust. 1, art. 9 ust. 3 Rozporządzenia Rady (WE) nr 1383/2003 |
| Art. 17 Wniosek składany przez posiadacza praw                                                               | Art. 5 ust. 5-8 Rozporządzenia Rady (WE) nr 1383/2003 |
| Art. 18 Kaucja lub równoważne zabezpieczenie                                                                 | Art. 6 ust. 1 Rozporządzenia Rady (WE) nr 1383/2003 |
| Art. 19 Ustalenie naruszenia                                                                                 | Art. 4 ust. 1, art. 5 ust. 7 Rozporządzenia Rady (WE) nr 1383/2003 |
| Art. 20 Środki zaradcze                                                                                      | Art. 31 ust. 1 pkt 2 i ust. 6 prawa celnego |
| Art. 21 Opłaty                                                                                               | Art. 5 ust. 7 Rozporządzenia Rady (WE) nr 1383/2003 |
| Art. 22 Ujawnianie informacji                                                                                | Art. 4 ust. 2, art. 5 ust. 5 Rozporządzenia Rady (WE) nr 1383/2003 |
| Art. 23 Przestępstwa                                                                                         | Art. 305-306 prawa własności przemysłowej; art. 18-19, art. 292-293, art. 305 Kodeksu karnego, art. 16 ust. 1 o odpowiedzialności podmiotów zbiorowych za czyny zabronione pod groźbą kary, art. 115 ust. 3, art. 116-119 prawa autorskiego |
| Art. 24 Kary                                                                                                 | Art. 33, 53 Kodeksu karnego |
| Art. 25 Konfiskata, przepadek i zniszczenie                                                                  | Art. 44-45, art. 291-293 Kodeksu karnego; art. 121 prawa autorskiego; art. 217 Kodeksu postępowania karnego; § 3 Rozporządzenia w sprawie rozciągnięcia stosowania przepisów ustawy o postępowaniu egzekucyjnym w administracji             |
| Art. 26 Dochodzenie i egzekwowanie praw w postępowaniu karnym z urzędu                                       | Art. 310 prawa własności przemysłowej; art. 122 prawa autorskiego |
| Art. 27 Dochodzenie i egzekwowanie w środowisku cyfrowym                                                     | Art. 77, art. 79 ust. 6-7, art. 80 ust. 1 pkt 3 lit. c, art. 101, art. 118 prawa autorskiego |
| Art. 28-38 (Przepisy o charakterze technicznym i instytucjonalnym)                                           | |
| Art. 39-45 (Przepisy końcowe)                                                                                | |

## Krytyka
Zarówno niejawna forma negocjacji prowadzonych w sprawie porozumienia ACTA, jak i elementy jego treści, wzbudziły głosy sprzeciwu części społeczeństwa. Oficjalne wnioski o odtajnienie treści umowy były konsekwentnie odrzucane przez organy rządowe państw zaangażowanych w rozmowy. Postulowane poprawki opierano w znacznej mierze na wiedzy uzyskanej z nieoficjalnych przecieków, które z opóźnieniem były ujawniane w sieci.

### Tajność negocjacji

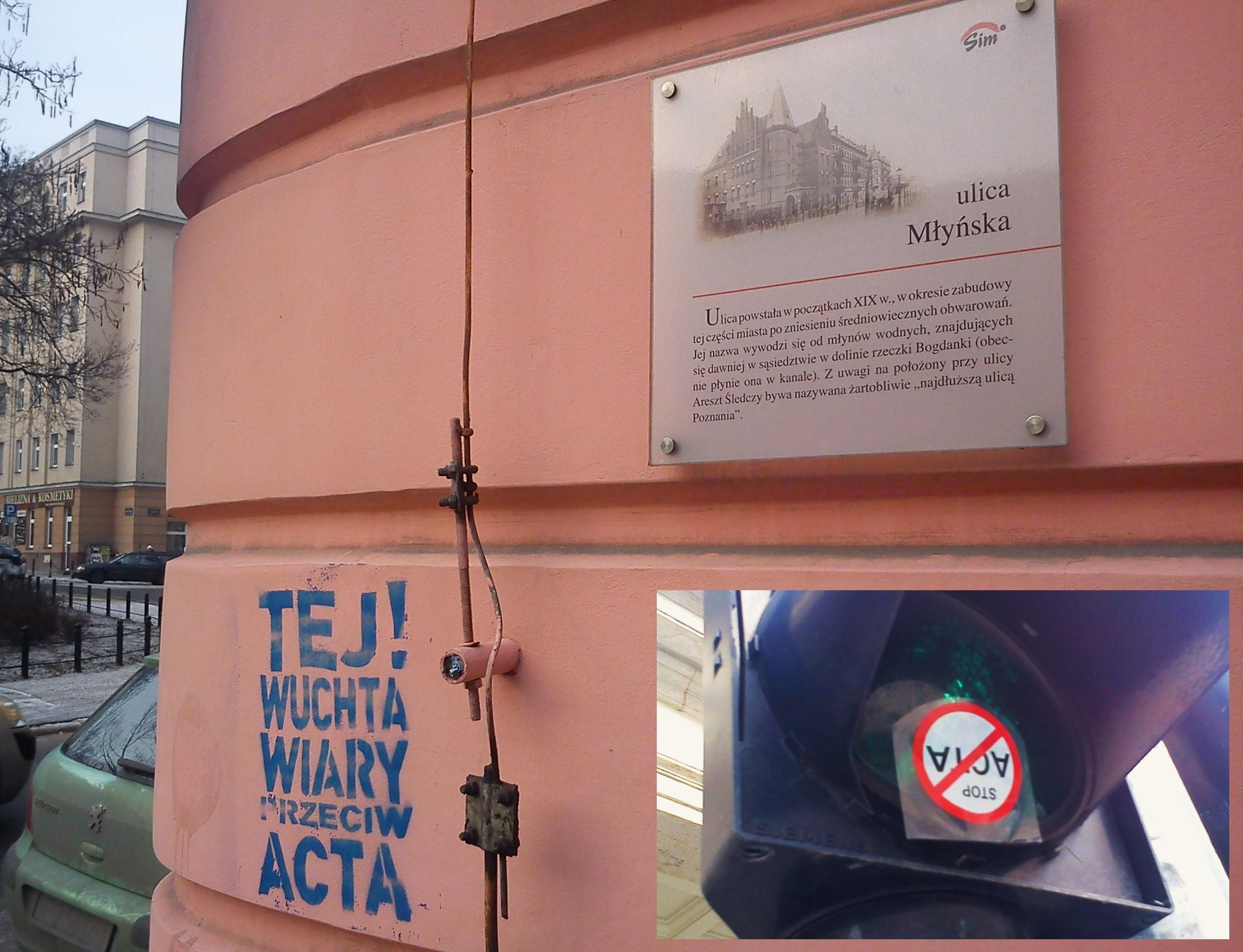
Formy protestu przeciw ACTA w Poznaniu

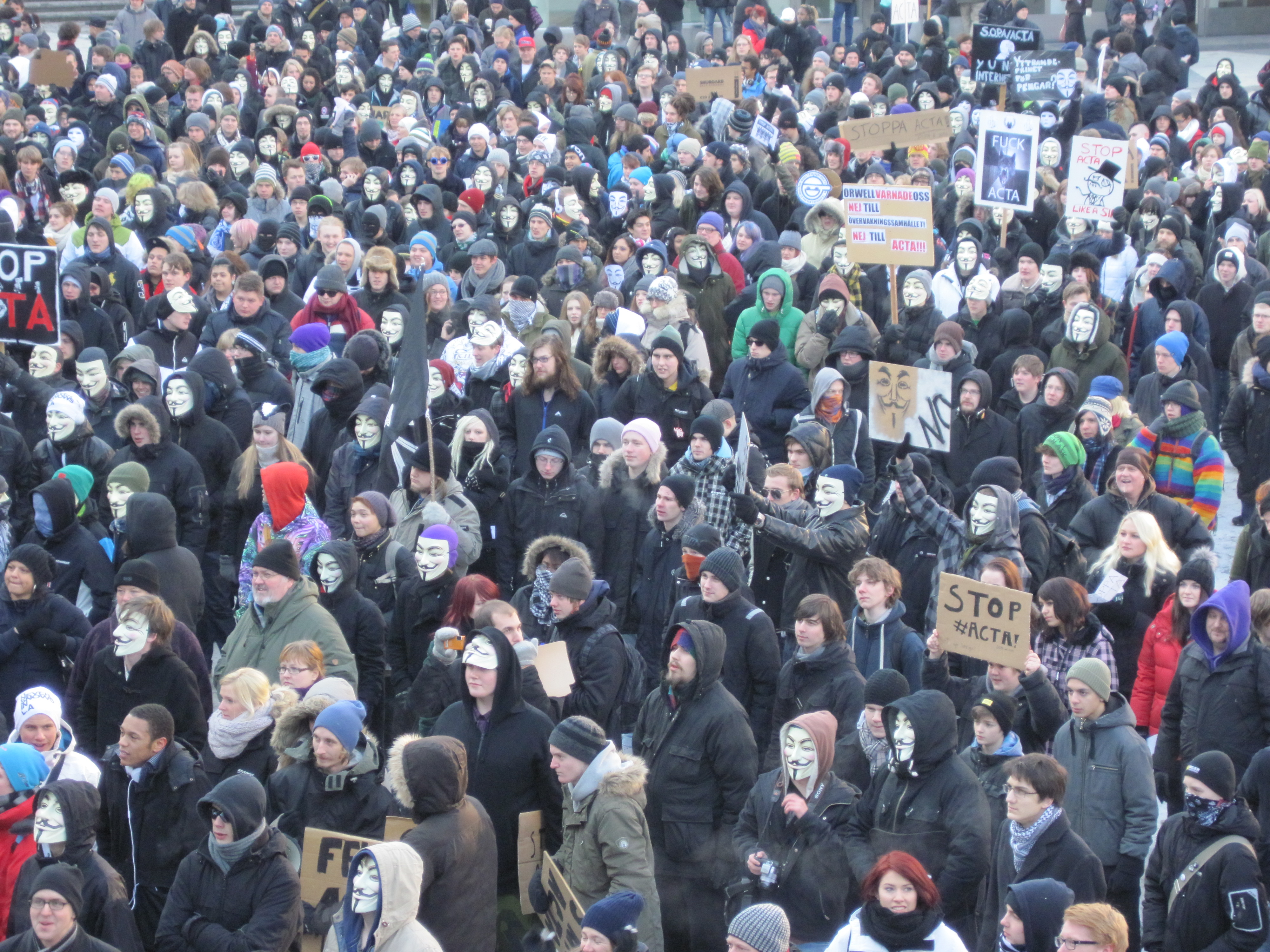
Demonstracja w Sztokholmie

Electronic Frontier Foundation (EFF) – amerykańska organizacja non-profit zajmująca się m.in. monitorowaniem nadużyć w środowisku cyfrowym, przeciwstawiała się pracom nad umową od 2008 r. Powodem zdecydowanego oporu Fundacji był brak publicznego dostępu do materiałów, od których może zależeć przyszłość usług internetowych oraz pośpiech w forsowaniu kontrowersyjnych przepisów. Niepokój wzmógł się po udostępnieniu przez serwis Wikileaks pierwszych danych dotyczących ACTA. Michael Geist z University of Ottawa w imieniu Kanadyjczyków wyraził niepokój o wpływ tego niejawnego porozumienia, dotyczącego rzekomo spraw handlowych, na prywatność zwykłych użytkowników Internetu.
Z powodu głosów krytyki Komisja Europejska wydała oświadczenie, w którym zaprzecza doniesieniom o rzekomej tajności obrad. Przyczyną dyskrecji towarzyszącej rozmowom miała być głównie obawa przed ich wpływem na bieżącą sytuację ekonomiczną. Kwestia ACTA była poruszana wielokrotnie przy różnych okazjach, a w spotkaniu jej poświęconym (w ramach komisji INTA) uczestniczyli przedstawiciele środowisk przemysłowych oraz zwykli obywatele. Pomimo zapewnień ze strony Komisji, deputowani Parlamentu Europejskiego wielokrotnie wyrażali swój niepokój o kierunek prac nad umową. W raporcie z 11 marca 2009 r. parlamentarzyści żądają ujawnienia wszystkich dokumentów związanych z ACTA. Brak reakcji przyczynił się do uchwalenia 10 marca 2010 r. rezolucji w sprawie przejrzystości porozumienia oraz kolejnego oświadczenia w dniu 9 września 2010 r., podpisanego przez 393 członków Parlamentu. Ostateczna wersja porozumienia uzyskała poparcie 24 listopada 2010 r.
Apele o jawność odbywały się niezależnie w wielu z krajów zaangażowanych w prac nad projektem. Electronic Frontier Foundation razem z Public Knowledge za pomocą federalnych podań o dostęp do materiałów (tzw. FOIA request) zamierzały wydobyć jak najwięcej rządowych danych na ten temat; część z nich było odrzucane. Grupa organizacji i stowarzyszeń z całego świata: the Consumers Union, the Electronic Frontier Foundation, Essential Action, IP Justice, Knowledge Ecology International, Public Knowledge, Global Trade Watch, the US Public Interest Research Group, IP Left (Korea Płd.), the Canadian Library Association, the Consumers Union of Japan, the National Consumer Council (UK) oraz Doctors without Borders' Campaign for Essential Medicines wystosowały wspólny list otwarty w tej sprawie. Nieskuteczny okazał się również wniosek, którymi autorami byli członkowie Senatu Stanów Zjednoczonych. Polityka rządu Stanów Zjednoczonych nie uległa zmianie po wygraniu wybórów prezydenckich przez kandydata Demokratów, Baracka Obamę.
W Australii podobny wniosek wystosowała koalicja organizacji rządowych i NGO. Pracownicy University of Ottawa z wydziału Canadian Internet Policy and Public Interest Clinic jako odpowiedź na podanie o dostęp do treści dokumentu dostali jego egzemplarz z zachowaną stroną tytułową i całkowicie zaczernioną zawartością. Trudności w uzyskaniu rzetelnych informacji na temat ACTA napotkały również stowarzyszenia NGO z Nowej Zelandii.

### Wolność słowa
Porozumienie ACTA jest wymierzone przeciwko wszystkim przejawom naruszania cudzej własności intelektualnej. Największe kontrowersje wzbudzają jednak przepisy dotyczące wykroczeń w środowisku cyfrowym, głównie z wykorzystaniem sieci komputerowych (rozdział 2., sekcja 5.). Free Software Foundation i Free Knowledge Institute wyrażają opinie, że regulacje te naruszają konstytucyjną wolność słowa, ograniczą one również swobodny rozwój innowacyjnych rozwiązań, w tym oprogramowania typu open-source. Twierdzą one, iż prawo będzie korzystne tylko dla dużych korporacji, posiadających prawa do znanych marek, patentów czy wytworów kultury. Umowę skrytykowała organizacja Reporterzy bez Granic, a także 15 laureatów Nagrody Sacharowa.
W 2010 roku organizacja Lekarze bez Granic podniosła problem trudności z dostępem do leków generycznych w krajach rozwijających się, jeżeli w życie weszłyby planowane zaostrzenia kontroli granicznych. W opinii Ministra Kultury i Dziedzictwa Narodowego wersja ostateczna ACTA jest zgodna z Deklaracją z Doha i nie powinna już przyczyniać się do powstawania problemów na tym obszarze. Jednak organizacja Oxfam, wskazała, że również ostateczna wersja porozumienia zagraża dostępności leków generycznych poprzez nadanie „nadmiernych uprawnień europejskiej kontroli celnej” oraz „celowe zamazywanie różnicy między podróbkami leków a lekami generycznymi”.

### Odbiór w Polsce

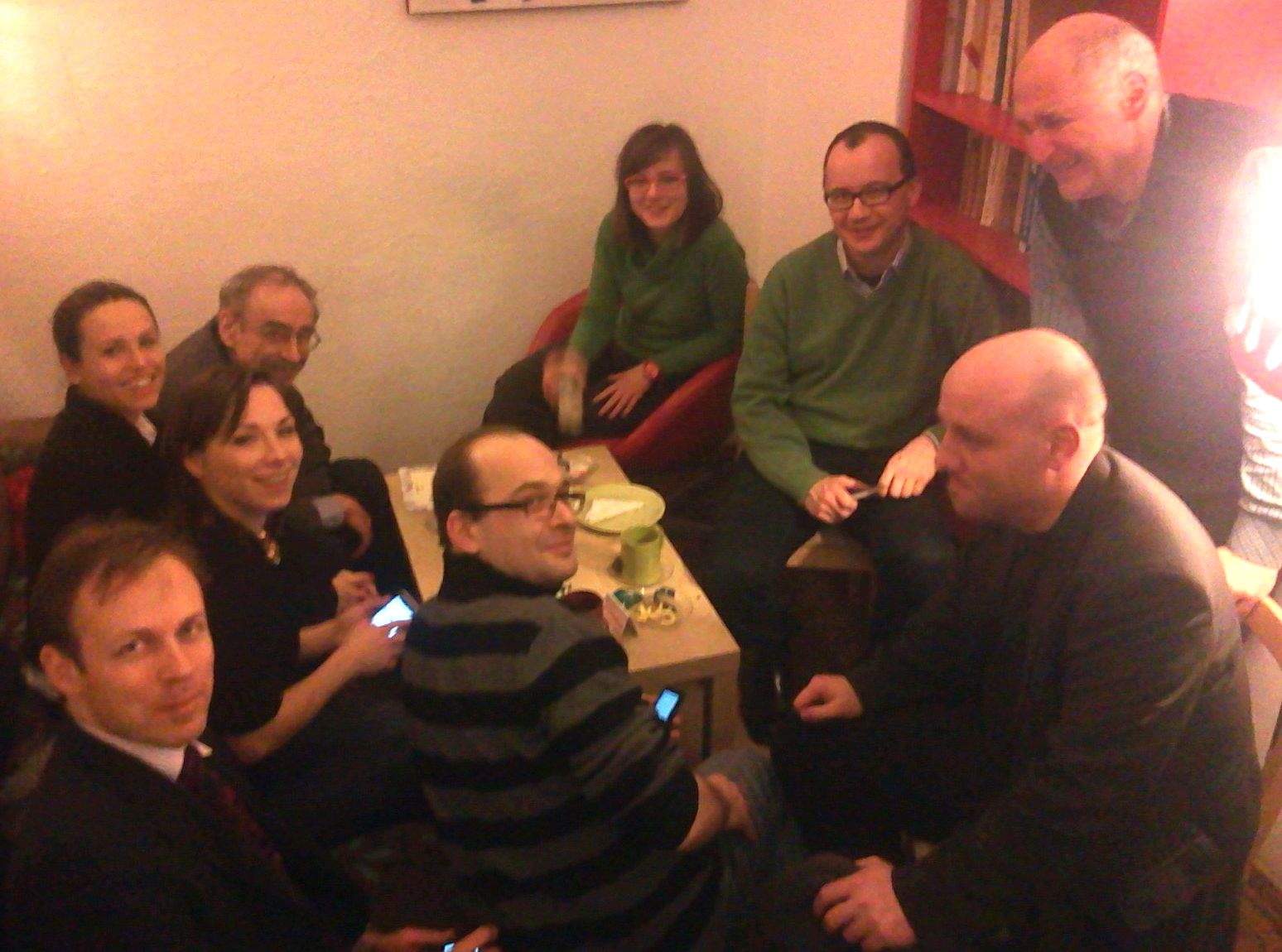
Przedstawiciele organizacji pozarządowych analizujący sytuację związaną z protestami przeciwko ACTA: Józef Halbersztadt (ISOC Polska), Małgorzata Szumańska (Panoptykon), Adam Bodnar (HFPC), Dominika Bychawska-Siniarska (HFPC), Katarzyna Szymielewicz (Panoptykon), Władysław Majewski (ISOC Polska), Marcin Cieślak (ISOC Polska), Jarosław Lipszyc (Nowoczesna Polska, ISOC Polska), Piotr Waglowski (ISOC Polska, Nowoczesna Polska, Panoptykon) (Warszawa, 27 stycznia 2012 r.)

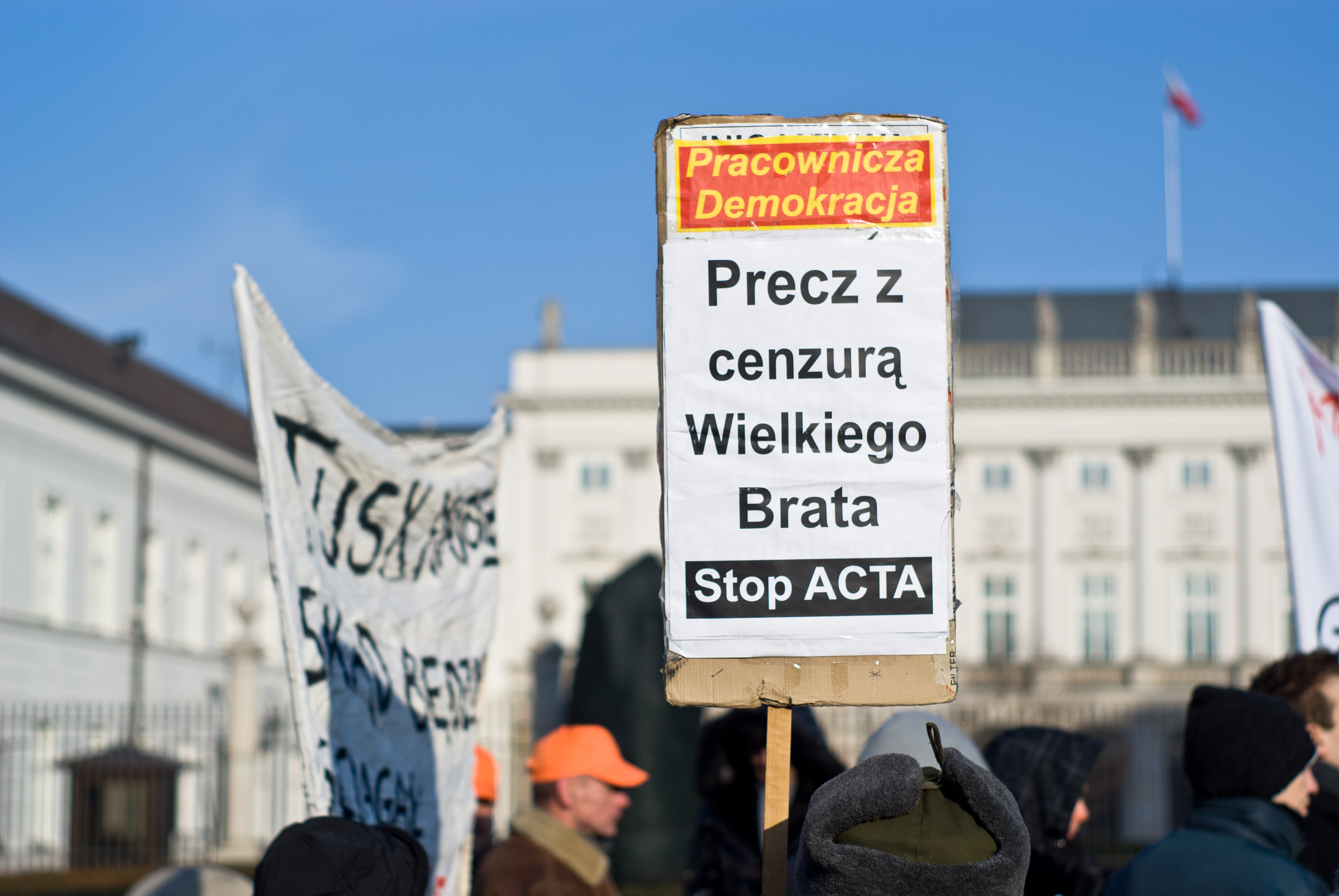
Protest przeciw ACTA przed Pałacem Prezydenckim w Warszawie

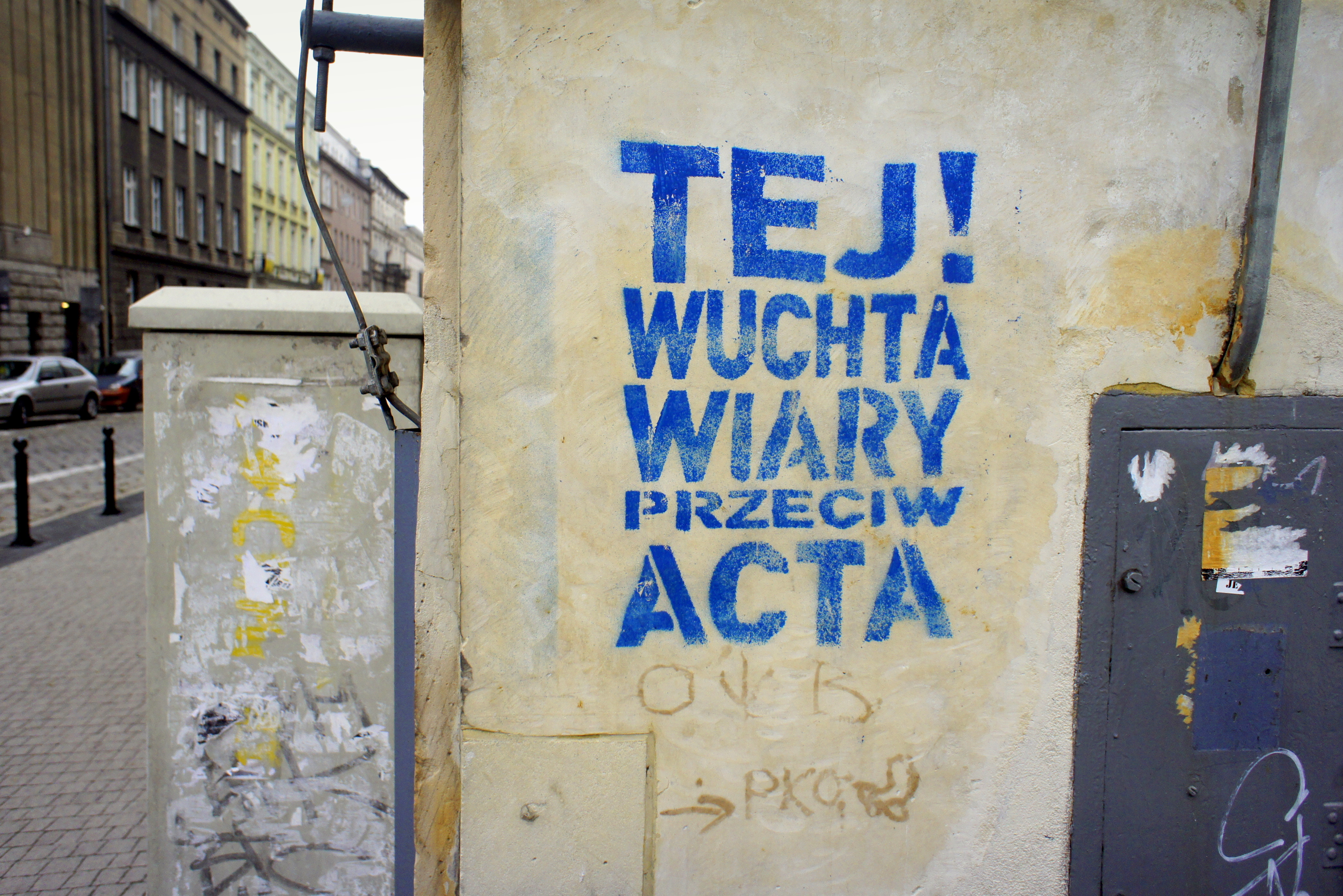
Napis w gwarze na ścianie kamienicy w centrum Poznania

W Polsce zaniepokojenie przebiegiem prac nad ACTA wyrażały wielokrotnie m.in. Internet Society Polska (już w 2009 roku występując do Kancelarii Prezesa Rady Ministrów, do Ministerstwa Gospodarki i do Ministerstwa Kultury i Dziedzictwa Narodowego z wnioskami o udostępnienie informacji publicznej na temat posiadanych dokumentów związanych z negocjacjami umowy), Fundacja Nowoczesna Polska i Fundacja Panoptykon. Razem z innymi organizacjami pozarządowymi wystosowały list do premiera Donalda Tuska z prośbą o zaniechanie działań na rzecz porozumienia i publikację istniejącej dokumentacji. Na spotkaniu 19 stycznia 2012 r. w kancelarii premiera przedstawiciele rządu zakomunikowali, że uchwała w sprawie umowy została przyjęta, bez dyskusji z zainteresowanymi stronami. Tematu nie podniesiono na żadnym posiedzeniu Rady Ministrów, dokument wysłano do konsultacji poszczególnym ministerstwom w trybie obiegowym dwa dni przed końcem poprzedniej kadencji. Opinię publiczną poinformował o tym fakcie Piotr Waglowski w prowadzonym przez siebie serwisie, bezpośrednio po spotkaniu „grupy Dialog” z przedstawicielami rządu. Następnego dnia sprawę nagłośniła prasa ogólnopolska.
W oficjalnych wypowiedziach przedstawiciele Ministerstwa Kultury i Dziedzictwa Narodowego argumentują, że zgłaszane obawy są bezpodstawne, a działania na rzecz podpisania ACTA odbywały się legalnie i zgodnie z ustalonym planem. Podkreślono, że porozumienie nie zobowiązuje strony polskiej do żadnych zmian w istniejących przepisach. Dyskusja na większą skalę jest planowana przed ratyfikacją umowy przez Parlament Europejski oraz Parlament RP. 19 stycznia 2012 minister administracji i cyfryzacji Michał Boni zwrócił się z prośbą do premiera Donalda Tuska o dyskusję na temat podpisania porozumienia w związku z wątpliwościami, jakie zgłosiła m.in. grupa Dialog – forum wymiany opinii rządu z organizacjami społecznymi.
23 stycznia 2012 Generalny Inspektor Ochrony Danych Osobowych oficjalnie zarekomendował niepodpisywanie traktatu, uznając ACTA za niebezpieczne dla praw i wolności określonych w Konstytucji Rzeczypospolitej Polskiej. Uzasadnia to m.in. tym, że porozumienie ACTA daje nowe możliwości wymiany informacji między organami ścigania z różnych krajów oraz podsumowując: Można więc domniemywać, że mimo braku formalnych obowiązków wobec władz publicznych, policja zostanie de facto zobowiązana do działania na podstawie konwencji ACTA. Ponadto Inspektor zwrócił uwagę, iż niektóre z krajów, którym mogą być w ten sposób przekazane dane osobowe nie zapewniają wystarczającej ochrony tych danych.
Problem zyskał szerszy rozgłos po wirtualnym ataku na blisko 20 witryn rządowych w ramach sprzeciwu przeciwko deklaracji podpisania umowy. Do zablokowania stron przyznali się internauci działający pod szyldem grupy Anonymous, zrzeszającej użytkowników kontestujących ograniczenia wolności narzucane przez rządy czy korporacje. Kolejnym krokiem ma być ujawnienie haseł do rządowych skrzynek e-mail oraz fragmentów innych baz danych. 24 stycznia kilkadziesiąt polskich serwisów internetowych sprzeciwiających się ACTA utrudniało dostęp do swoich stron. Od tego dnia miały miejsce protesty i pikiety w wielu miastach w całej Polsce.
Największa demonstracja miała miejsce w Krakowie – 15 tys. osób, w Bydgoszczy 8 tys. osób, we Wrocławiu – ponad 5 tys. osób, w Szczecinie 3 tys. osób, w Olsztynie 3 tys. osób, w Łodzi 2 tys., w Białymstoku 2 tys., w Gdyni 1,5 tys., w Tarnowie – 1 tys., w Katowicach – 800 osób, w Kielcach – 700 osób, w Elblągu – 600 osób, w Koszalinie i Radomiu po 500 osób, w Płońsku 300 osób, w Ełku 200 osób, w Toruniu ok. 100 osób. W Internecie również miały miejsce protesty: dobrowolnemu blackout-owi (zacienieniu lub zamknięciu) poddało się ponad 800 polskich portali, a stronę jestemprzeciwacta.pl (internetowa petycja z ponad 400 tys. podpisów) do maja 2012 roku poparło ponad 3900 serwisów.